# Backgrounds
Backgrounds is een verzamelalbum van Ron Boots. Het album, dat in 1994 werd uitgegeven, bevat opnamen die Boots vastlegde in de periode 1986 tot en met 1989. De albums uit die tijd werden alleen per muziekcassette uitgegeven. De kosten voor een reguliere compact disc-uitgave waren te hoog ten opzichte van de inkomsten. De elektronische muziek verkocht destijds nauwelijks, op een aantal platen na van de bekendere artiesten Klaus Schulze en Tangerine Dream, maar ook die hadden het moeilijk. De nummers van Backgrounds zijn afkomstig van de cassette-albums die in 1994 nog niet op compact disc te verkrijgen waren. Echter niet veel later ging Boots alsnog overstag om de muziek uit het begin van zijn loopbaan alsnog via een goedkope uitgave op cd te persen (80’s box).
Boots keek in 1994 met gemengde gevoelens naar zijn muziek uit de beginperiode. Hij was naar eigen zeggen veel verder in zijn ontwikkeling en kortte daarom enkele stukken in. Hij was niet meer zo dol op de sequencers. Backgrounds verscheen via het platenlabel Cue Rec NL, de voorloper van Groove Unlimited. 

## Muziek
| Nr. | Titel                                                | Duur |
| --- | ---------------------------------------------------- | ---- |
| 1.  | Khazad-Dum (van album Bookworks)                     | 6:55 |
| 2.  | Northwinds leaves fall (van album Wind in the trees) | 9:07 |
| 3.  | Path’s of death (van album Bookworks)                | 9:05 |
| 4.  | Springbirds (van album Wind in the trees)            | 6:32 |
| 5.  | Cosmos (van album Moments)                           | 5:33 |
| 6.  | Summerwind (van album Wind in the trees)             | 6:11 |
| 7.  | Goodbye (van album Bookworks)                        | 5:38 |
| 8.  | Meadow (van album Hydrythmix)                        | 8:16 |
| 9.  | Ambersage (van album Bookworks)                      | 7:43 |
| 10. | April breeze (van album Wind in the trees)           | 4:55 |